# 龍河 (羅伊斯河支流)
47°07′08″N 8°23′28″E / 47.11887°N 8.39105°E

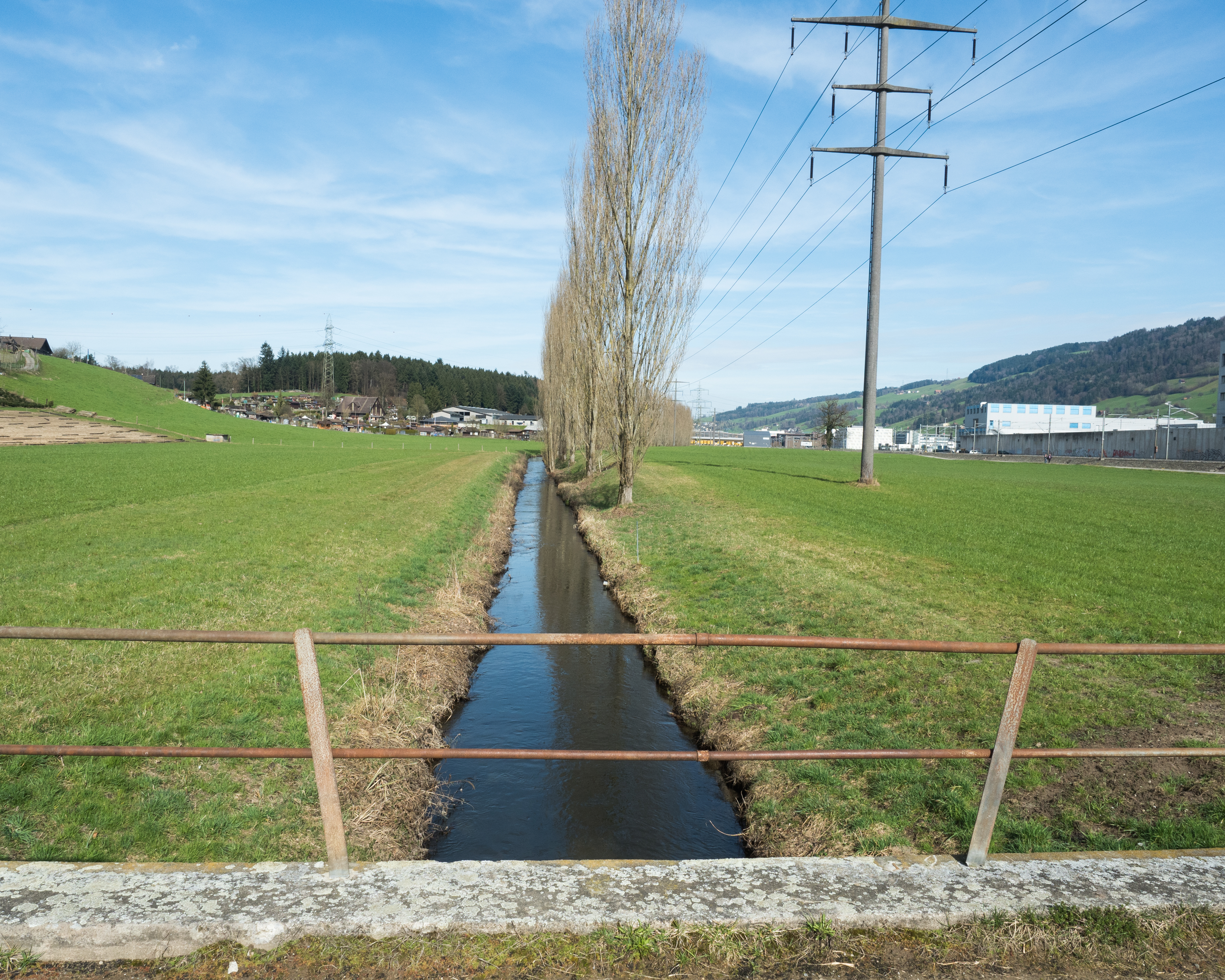

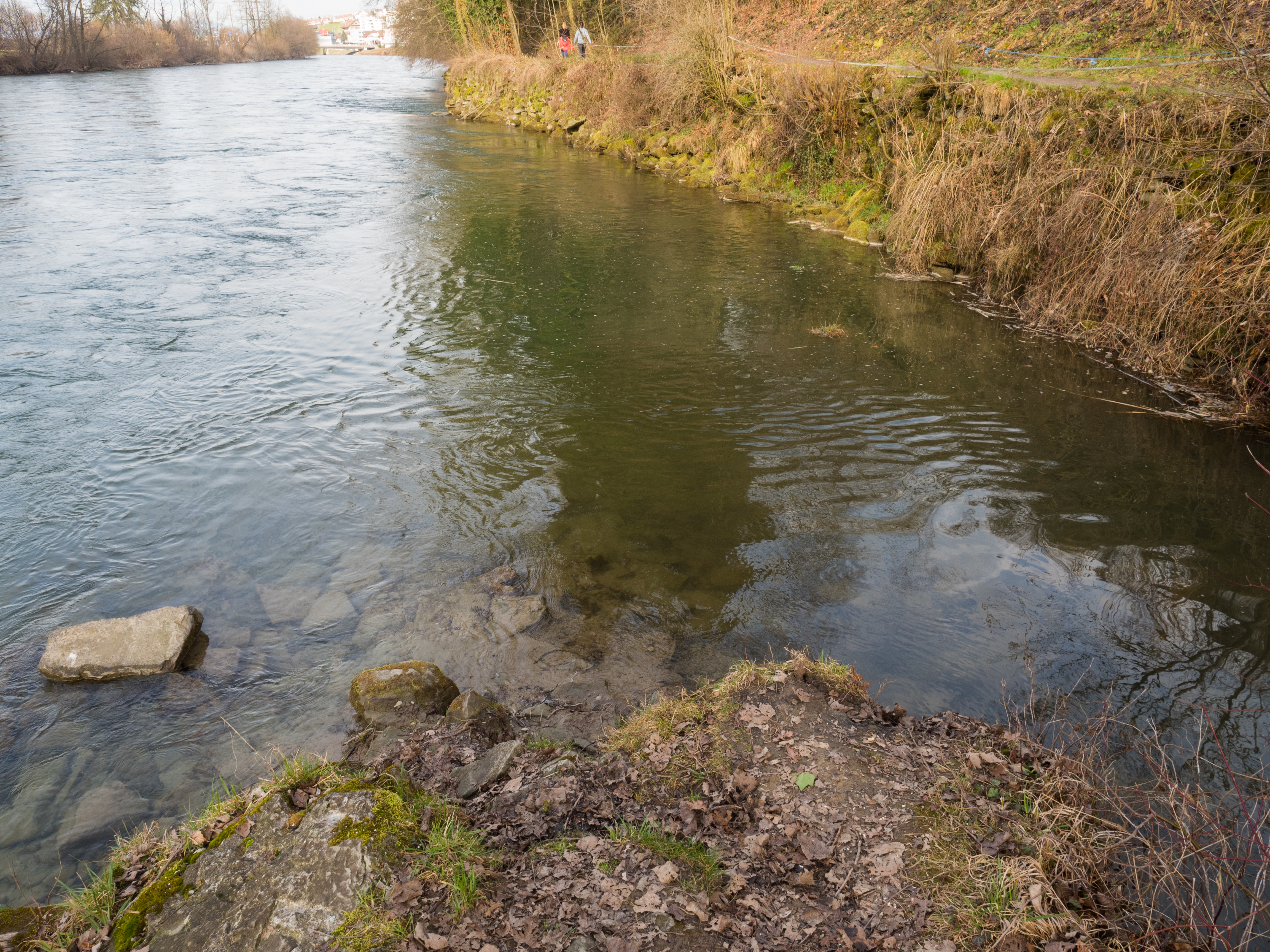

龍河是瑞士的河流，位於該國中部，流經盧塞恩州，屬於羅伊斯河的右支流，河道全長10公里，流域面積22平方公里，該河流最終注入羅特湖西南端。